# Maureen Flannigan
Maureen Flannigan, née le 30 décembre 1973 à Inglewood en Californie, est une actrice américaine.

## Biographie
Elle a commencé sa carrière en 1985. Elle a joué le rôle d'Evie Ethel Garland dans les années 1980, dans la série Loin de ce monde (Out of this world).
On l'a vu dans plusieurs autres séries comme Sept à la maison où elle interprète Shana, la petite amie de Matt Camden, Les Routes du paradis, Star Trek : Deep Space Nine, New York, unité spéciale et Juste Cause.

## Filmographie

### Cinéma
- 1993 : Teenage Bonnie and Klepto Clyde : Bonnie
- 1994 : Last Resort : Sonja
- 1997 : Goodbye America (en) de  Thierry Notz : Angela
- 2002 : Written in Blood : Jude Traveller
- 2003 : Short : Une réceptionniste
- 2004 : A Day Without a Mexican (en) : Mary Jo Quintana
- 2005 : Homecoming : Ashley
- 2008 : The Moment : Janie

### Télévision
- 1985 : Les Routes du paradis (Highway to Heaven) (série télévisée) : Sandy
- 1987 - 1991 : Loin de ce monde (Out of this world) (série télévisée) : Evie Ethel Garland
- 1988 : High Mountain Rangers (série télévisée) : Haley Dawkins
- 1992 : CBS Schoolbreak Special (série télévisée) : Sherie
- 1994 : Bienvenue en Alaska (Northern Exposure) (série télévisée) : Miranda à 18 ans
- 1994 : Lifestories: Families in Crisis (série télévisée) : Mia
- 1995 : L'Affront (She Fought Alone) (Téléfilm) : Abby
- 1996 : Kindred : Le Clan des maudits (Kindred: The Embraced) (série télévisée) : Ruth Doyle
- 1998 : Star Trek : Deep Space Nine (série télévisée) : Mika
- 1998 : Push (série télévisée) : Erin Galway
- 1998 - 2002 : Sept à la maison (7th Heaven) (série télévisée) : Shana Sullivan
- 2000 : At Any Cost (Téléfilm) : Chelsea
- 2001 : Boston Public (série télévisée) : Holly Carpenter
- 2003 : Urgences (ER) (série télévisée) : Mme Gamble S10E4
- 2003 : Le Prix d'une vie (Book of Days) (Téléfilm) : Frankie
- 2004 : New York, unité spéciale (Law & Order: Special Victims Unit) (saison 6, épisode 8) : Louise
- 2005 : Starved (série télévisée) : Amy Roundtree
- 2007 : Close to Home : Juste Cause (Close to Home) (série télévisée) : Cindy Myers
- 2009 : 90210 (série télévisée) : Leslie